# تی‌سی‌ال
زبان Tcl (مخفف Tool Command Language - زبان کنترل ابزار) حاصل تحقیقات John Ousterhout روی ابزارهای رایانه‌ای طراحی مدارهای الکتریکی در دانشگاه برکلی است. در این تحقیقات، Ousterhout و دانشجویانش مجبور بودند برای هریک از این ابزارها یک زبان کنترل جداگانه طراحی کنند، اما به دلیل توجه بیشتر به خود ابزار (و نه زبان)، ابزارها عموماً دارای زبان‌های کنترل ضعیفی بودند.
در پاییز سال ۱۹۸۷، در آزمایشگاه شرکت DEC، این ایده به ذهن Ousterhout رسید که یک زبان فرمان قابل جاسازی(Emdeddable Command Language) طراحی کند. یک زبان مفسری (Interpreted) خوب که بتواند به عنوان یک بسته کتابخانه‌ای در برنامه‌های گوناگون استفاده شود. هدف این بود که مفسر زبان مجموعه‌ای از امکانات اولیه را (مانند متغیرها و ساختارهای کنترلی) فراهم آورد و هر یک از ابزارهای استفاده‌کننده از آن بتوانند ویژگی‌های مورد نظر خود را به آن اضافه کنند.
Ousterhout در سال ۱۹۸۸ پس از بازگشت از آزمایشگاه DEC، کار بر روی Tcl را شروع کرد و نخستین نسخه آن را در یک متن پرداز (Text Editor) گرافیکی به کار گرفت. در ابتدا این کار فقط جنبه تحقیقاتی داشت و Ousterhout گمان نمی‌کرد دیگران هم به استفاده از آن علاقه‌مند باشند.

## فلسفه زبان
نیاز به امکان جاسازی (Embeddability) قابلیت ویژه زبان Tcl است و به گفته Ousterhout باعث می‌شود که اهداف زیر برای زبان در نظر گرفته شود:
1. زبان باید گسترش پذیر(extensible) باشد: افزودن امکانات جدید به زبان توسط سایر افراد باید به آسانی امکان‌پذیر باشد و امکانات اضافه شده باید چنان باشند که انگار جزئی از خود زبان هستند (طبیعی باشند، نه این که با استفاده از اعمال پیچیدهای به مقصود برسند).
2. زبان باید ساده و عمومی باشد، تا بتواند به آسانی با برنامه‌های گوناگون کار کند و امکاناتی را که این برنامه‌ها می‌توانند به زبان اضافه کنند محدود نکند.
3. زبان باید امکانات خوبی برای ادغام داشته باشد، زیرا امکانات مهم‌تر زبان آنهایی است که توسط برنامه استفاده‌کننده به زبان افزوده شده‌است و کار اصلی زبان ادغام (integration) و پیوند دادن آن‌ها با یکدیگر است.

## نوآوری‌ها
مهمترین نوآوریهای Tcl عبارتند از قابلیت جاسازی و آسانی تولید واسط کاربر گرافیکی.
با ایجاد قابلیت جاسازی، مشکل بسیاری از افرادی که نیاز به یک زبان دارند، اما نمی‌خواهند یک زبان کامل را از ابتدا طراحی کنند حل شده است. به دلیل آسانی جاسازی Tcl در سایر برنامه‌ها، استفاده از آن در اوایل دهه ۹۰ به سرعت رشد کرد.
قابلیت دیگر Tcl، مجموعه ابزار Tk است که به عنوان گسترشی بر Tcl تولید شد و امکان ایجاد واسط کاربر گرافیکی با استفاده از ادغام مؤلفه(component)ها را به وسیله Tcl فراهم آورد. این قابلیت نیز به امکان استفاده از Tcl برای تولید برنامه‌های بزرگتر و با واسط کاربر مناسب افزود و در کسترش استفاده از آن سهم به سزایی داشت.

## کاربردها
برخی از کاربردهای Tcl به شرح زیر است[۱]:
- کاربردهای وب: از آنجا که Tcl یک زبان رشته-محور است برای برنامه‌های وبی مفید است. از نمونه برنامه‌های وبی استفاده‌کننده از Tcl می‌توان به AOLserver و TclHttpd اشاره کرد. به علاوه کتابخانه‌های CGI برای Tcl موجود است که امکان استفاده از آن به عنوان یک زبان برنامه‌نویسی وب را فراهم می‌کند.
- برنامه‌های با واسط کاربر گرافیکی (GUI Desktop Applications): ابزار Tk برای ایجاد برنامه‌های گرافیکی بسیار قدرتمند است. به علاوه این ابزار چند-سکویی (چندسکویی) است و بر روی Windows,Linux و Mac OS X قابل استفاده و اجراست.
- آزمایش و خودکارسازی: Tcl خود دارای یک چارچوب تست به نام tcltest است. به علاوه شرکتهایی مانند Oracle, Sybase و Cisco میلیون‌ها خط کد Tcl برای تست محصولات خود دارند.
- پایگاه‌های داده: Tcl دارای گسترشهایی برای کار با پایگاه‌های داده گوناگون مانند MySQL, Sybase, PostgreSQL, Oracle و Berkeley DB می‌باشد. همچنین بسته‌های wrapper ای وجود دارند که یک واسط واحد برای چند نوع پایگاه داده فراهم می‌کنند.
- توسعه نهفته (Embedded Development): استفاده از Tcl به علت قابلیت ادغام بالای آن، هم در محصولات سختافزاری مانند محصولات Cisco و هم در محصولات نرم‌افزاری مانند نرم‌افزارهای طراحی به کمک رایانه (CAD) و خودکارسازی طراحی الکترونیکی (EDA) رایج است. ابزار شبیه‌سازی Modelsim یکی از ابزارهایی است که با زبان Tcl کار می‌کند.

علاوه بر کابردهای فوق، کاربردهای دیگر تحقیقاتی از Tcl نیز مشاهده شده‌است. به عنوان مثال در سیستم‌های رباتیک از زبان Tcl استفاده شده‌است[۴]. همچنین این زبان در توسعه سریع نرم‌افزار (Rapid Application Development) نیز استفاده شده‌است[۵].

## بررسی زبان شناختی (ساختار و نحو زبان)
برنامه‌های Tcl تشکیل شده‌اند از دستورهایی که با semicolon یا با رفتن به خط جدید (newline) از هم جدا شده‌اند. هر دستور از تعدادی کلمه تشکیل شده‌است که با فاصله از هم جدا شده‌اند.
همهٔ دستورهای Tcl مقدار برمی‌گردانند. اگر برگرداندن مقدار برای دستوری معنا نداشته باشد، یک رشتهٔ تهی برمی‌گرداند.

## متغیرها
در Tcl نیازی به تعریف متغیر نیست. هر متغیری در اولین دفعه استفاده آن، تعریف می‌شود. همچنین متغیرها در Tcl دارای نوع نیستند. هر متغیری می‌تواند هر مقداری بگیرد[۱]. البته می‌توان با استفاده از دستور variable اقدام به تعریف متغیر در یک فضای نام (علوم رایانه) کرد[۳].
با استفاده از دستور set می‌توان مقادیر را در متغیرها ذخیره و از آن‌ها بازیابی نمود.
برای ذخیره :
```
set
 
x
 
۳۲

```

برای خواندن مقدار :
```
set
 
x

```

برای استفاده از مقادیر یک متغیر از روش «جایگذاری متغیر» به شکل زیر استفاده می‌شود:
```
expr
 
$x
+
3

```

این دستور مقدار x+۳ را برمی‌گرداند.
هنگامی که یک علامت دلار در عبارت ظاهر می‌شود، Tcl حروف و اعداد پس از آن را به عنوان نام متغیر تعبیر می‌کند و مقدار آن متغیر را به جای نام آن می‌گذارد[۱].
جایگذاری متغیر را می‌توان برای همه کلمه‌های یک دستور Tcl، مستقل از این که آن کلمه یک نام دستور یا یک آرگومان است، به کار برد؛ مثلاً عبارات زیر معادل عبارات قبلی است:
```
set
 
a
 
expr

set
 
x
 
۳۲

$a
 
$x
+
3

```

## ساختارهای کنترلی
Tcl مجموعه کاملی از دستورهای کنترلی شامل دستورهای اجرای شرطی، دستورهای حلقه و دستورهای زیربرنامه‌ای را دارد. دستورهای کنترلی Tcl دستورهایی عادی هستند که به عنوان آرگومان، اسکریپتهای Tcl می‌گیرند[۱]. به عنوان مثال دستور proc که برای تعریف زیربرنامه به کار می‌رود، سه آرگومان می‌گیرد: نام زیربرنامه، لیست نام پارامترهای آن، و بدنه زیربرنامه که یک اسکریپت Tcl است:
```
proc
 
power
 
{
base
 
p
}
 
{

    
set
 
result
 
1

    
while
 
{
$p
>
 
۰
}
 
{

        
set
 
result
 
[expr
 
$result
 
*
 
$base
]

        
set
 
p
 
[expr
 
$p
 
-
 
1
]

    
}

    
return
 
$result

}

```

مشابها دستور while که در بالا مشاهده می‌شود، یک دستور Tcl است که دو آرگومان می‌گیرد: یک عبارت که همان عبارت شرط است و یک بدنه که یک اسکریپت Tcl است.
از این زیربرنامه می‌توان به شکل زیر استفاده کرد:
```
power
 
2
 
6

power
 
1.15
 
5

```

## دستورها و عبارت‌ها
همهی امکانات اساسی Tcl به وسیله دستورها نمایش داده می‌شوند. حتی عبارات نیز به وسیله اجرای دستورهای و به عنوان خروجی آن‌ها محاسبه می‌شوند.
قالب معمول دستورهای Tcl به شکل زیر است [۲]:
```
command
 
arg1
 
arg2
 
arg۳
 
…
...

```

دستورهای Tcl به سه دسته تقسیم می‌شوند [۱]:
1. دستورهای توکار (built-in commands): این دستورهای به وسیله مفسر Tcl فراهم می‌شوند و در همه برنامه‌های Tcl قابل استفاده‌اند. دستورهای proc,while,set و return که در مثال‌های بالا آمده‌اند نمونه‌هایی از این دستورهای هستند.
2. دستورهایی که به وسیله امکان گسترش (Extension mechanism) زبانTcl به آن اضافه می‌شوند. می‌توان به وسیله توابعی که کتابخانه Tcl فراهم می‌کند، نام یک دستور و زیربرنامه اجراکنندهٔ آن (به زبان C و ++C) را به مفسر Tcl اطلاع داد. پس از این کار هر کجا که آن نام در اسکریپت Tcl ظاهر شود، مفسر همان تابع معرفی شده (به زبان C) را برای اجرای دستور فراخوانی می‌کند. دستورهای توکار Tcl نیز به همین روش پیاده‌سازی شده‌اند.
3. زیربرنامه‌های تعریف شده به وسیله دستور proc: به‌طور کلی از extension برای پیاده‌سازی دستورهای سطح پایین و از proc برای پیادهسازی دستورهای سطح بالا که نوشتن آن‌ها به Tcl آسانتر است استفاده می‌شود.

چنان‌که گفته شد عبارات در Tcl به وسیله اجرای دستور ارزیابی می‌شوند. به عبارت دیگر مفسر Tcl خود عبارات را ارزیابی نمی‌کند، بلکه تنها عمل دسته‌بندی آرگومانها، جایگذاری مقادیر و فراخوانی دستور را انجام می‌دهد. به همین دلیل در Tcl از دستور expr برای ارزیابی عبارات ریاضی استفاده می‌شود[۲].
دستور expr با آرگومانهای خود به شکل عبارت ریاضی برخورد می‌کند[۱]. این دستور با عبارات ریاضی، شامل اعداد صحیح، اعشاری و مقادیر منطقی (boolean) سر و کار دارد. قواعد حاکم بر عبارات expr همان است که بر عبارات در زبانC حاکم است[۲]. به علاوه دستور expr برخی توابع اولیه ریاضی را نیز پشتیبانی می‌کند. به عنوان مثال [۲]:
```
set
 
len
 
[expr
 
[
string
 
length
 
foobar
]
 
]

```

که مقدار طول رشته foobar را (که برابر با۶ است) محاسبه می‌کند و:
```
set
 
pi
 
[expr
 
{
۲
*
asin
(
1.0
)}]

```

که مقدار عدد pi را محاسبه می‌کند.
زبان Tcl مقادیر درون علامت نقل قول (” ”) را ارزیابی و به جای عبارات درون آن مقادیر لازم را قرار می‌دهد. به قراردادن یک عبارت در آکولاد ({ }) می‌توان از این کار جلوگیری کرد:
```
set
 
name
 
Ali

”
My
 
name
 
is
 
$name
”

{
“
My
 
name
 
is
 
$name
”
}

```

دستور دوم مقدار My name is Ali را برمی‌گرداند در حالی که دستور سوم مقدار My name is $name را برمی‌گرداند.

## رشته ها[۲]
رشتهها واحد اساسی داده در Tcl هستند و به همین دلیل است که دستورهای زیادی برای کار با آن‌ها وجود دارد.
دستور string مجموعه‌ای است از عملیات قابل انجام بر روی رشته‌ها. نمونه‌ای از این عمل را در مثال بالا در بحث عبارتها مشاهده می‌کنیم. اولین آرگومان این دستور نام عملی است که باید انجام گیرد. برخی از اعمال مجاز عبارتند از:
```
bytelength
,
 
compare,
 
equal,
 
first,
 
index,
 
is,
 
last,
 
length,
 
map,
 
match,
 
range,
 
repeat,
 
replace,
 
tolower,
 
totitle,
 
toupper,

 
trim
,
 
trimleft,
 
trimright,
 
wordend,
 
wordstart

```

Tcl امکاناتی را برای کار با اندیسها در رشته‌ها فراهم می‌کند. کاراکترها در رشته از ۰ شمرده می‌شوند. به عنوان مثال دستور زیر کاراکترهای سوم تا آخر رشته با نام name را برمی‌گرداند؛ مثلاً اگر name حاوی مقدار ahmadi باشد:
```
string
 
range
 
$name
 
3
 
end

```

مقدار adi را برمی‌گرداند.
برخی از اندیسهای قابل استفاده در این دستورهای عبارتند از:
```
first
,
 
last,
 
wordstart,
 
wordend

```

همچنین دستور string امکاناتی را برای بررسی تطابق یک رشته با یک رشته دیگر و نیز تعلق یک رشته به یک کلاس خاص (مثلاً عدد بودن محتویات یک رشته) فراهم می‌کند.
Tcl همچنین دستورهایی مانند append, scan, format, binary را برای عملیات پیشرفته روی رشته‌ها فراهم می‌کند.

## توضیحات (Comments)
در زبان Tcl از علامت # برای مشخص کردن توضیحات برنامه استفاده می‌شود. هر توضیح یک خط را اشغال می‌کند. برای توضیحات چند خطی می‌توان از قراردادن \ در پایان هر یک از خطوط استفاده کرد[۲]. در زیر مثال‌هایی از توضیحات Tcl مشاهده می‌شود.
```
# This is a simpel line of comment

#This is a line of comment \

and here is the rest of the line above

```

## لیست‌ها
یکی از قابلیتها در زبان Tcl، امکان کار با لیستهاست. برخی از دستورهای کار با لیستها عبارتند از[۲] :
```
list
,
 
lindex,
 
llength,
 
lrange,
 
lappend,
 
linsert,
 
lsearch,
 
lreplace,
 
…

```

لیستها در Tcl دارای دو کاربرد عمده هستند [۳]:
1. استفاده در دستور کنترلی foreach
2. ساخت پویای اجزای یک دستور Tcl برای اجرای آن در آینده به وسیله دستور eval

البته لیستها وسیله مناسبی برای ساخت دادهساختارهای پیچیده در Tcl نیستند و برای چنین کاری استفاده از آرایه‌ها مناسبتر است [۲].
یک نمونه از کاربرد دستورهای لیست در Tcl در زیر آمده‌است[۳]:
```
٪
 
set
 
c۱
 
{
Bob
 
Carol
}

Bob
 
Carol

٪
 
set
 
c۲
 
[
list
 
Ted
 
Alice
]

Ted
 
Alice

٪
 
set
 
Party1
 
[
list
 
$c۱
 
$c2
]

{
Bob
 
Carol
}
 
{
Ted
 
Alice
}

٪
 
set
 
Party2
 
[
concat
 
$c۱
 
$c2
]

Bob
 
Carol
 
Ted
 
Alice

٪
 
linsert
 
$Party1
 
1
 
Richard

{
Bob
 
Carol
}
 
Richard
 
{
Ted
 
Alice
}

٪

```

## آرایه‌ها
آرایه یک متغیر Tcl با اندیسهای رشته‌ای است. می‌توان به اندیس به چشم کلید و به آرایه به دید مجموعه‌ای از عناصر که به وسیله کیلد قابل شناسایی هستند نگریست[۲]. از این نظر، می‌توان گفت آرایه‌های Tcl مانند Hashها در زبان Perl هستند [۳]. قابلیت انعطاف آرایه‌ها آن‌ها را به ابزاری مهم برای برنامه‌نویسی در Tcl تبدیل می‌کند. یکی از استفاده‌های مهم آرایه‌ها در Tcl ایجاد دادهساختارهای پیچیده‌است که در زبان‌هایی مثل C و Pascal به وسیله مفاهیمی مانند struct و record تعریف می‌شوند[۲].
در زیر نمونهای از کاربرد آرایه‌ها در Tcl دیده می‌شود[۳]:
```
٪
 
set
 
People
(
friend
)
 
Tom

Tom

٪
 
set
 
People
(
spouse
)
 
Marcia

Marcia

٪
 
set
 
People
(
boss
)
 
Jack

Jack

٪
 
array
 
names
 
People

friend
 
boss
 
spouse

٪
 
set
 
Person
 
$People
(
friend
)

Tom

٪
 
array
 
get
 
People

friend
 
Tom
 
boss
 
Jack
 
spouse
 
Marcia

٪
 
set
 
People
(
friend
)
 
\

[
concat
 
$People
(
friend
)
 
Bob
]

Tom
 
Bob

٪
 
set
 
Person
 
$People
(
friend
)

Tom
 
Bob

٪

```

## زیربرنامه‌ها و محدوده‌ها
چنان‌که گفته شد زیربرنامه‌ها امکان کپسولهسازی (encapsulation) دستورهای در قالب یک دستور را فراهم می‌کنند. زیربرنامه‌ها همچنین یک محدوده(scope) محلی برای متغیرها ایجاد می‌کنند[۲].
در آغاز، Tcl دارای یک محدوده سراسری (global) برای متغیرها، محدوده‌های محلی درون زیربرنامه‌ها و یک محدوده سراسری برای زیربرنامه‌ها بود. از Tcl ۸٫۰ به بعد محدوده-نام‌ها به Tcl اضافه شد که محدوده جدیدی برای زیربرنامه‌ها و متغیرهای سراسری به وجود می‌آورد. نکته دیگر آنکه زیربرنامه‌ها و متغیرها دارای محدوده-نامهای جدا هستند بنابراین می‌توان بدون ایجاد مشکل، متغیر و زیربرنامه همنام داشت[۲].
متغیرهای تعریف شده در هر زیربرنامه، تنها در همان زیربرنامه قابل دسترسی و استفاده هستند. به علاوه متغیرهای سراسری در حالت عادی در برنامه‌ها قابل استفاده نیستند و برای استفاده از آن‌ها باید به شکل صریح (explicit) و با استفاده از دستور global آن‌ها را به سیستم معرفی کرد. همچنین متغیرهای تعریف شده در بلوکهای بالاتر نیز به حالت عادی در بلوک درونیتر قابل استفاده نیستند و باید به وسیله دستور upvar آن‌ها را به سیستم معرفی کرد[۳].
نمونه‌هایی دیگر از تعریف زیربرنامه‌ها، به همراه شیوه استفاده از دستور upvar در زیر آمده‌است[۲]:
```
proc
 
RandomInit
 
{
 
seed
 
}
 
{

   
global
 
randomSeed

   
set
 
randomSeed
 
$seed

}

proc
 
Random
 
{}
 
{

   
global
 
randomSeed

   
set
 
randomSeed
 
[expr
 
(
$randomSeed
*
۹۳۰۱
 
+
 
۴۹۲۹۷
)
 
٪
 
۲۳۳۲۸۰
]

   
return
 
[expr
 
$randomSeed
/
double
(
233280
)]

}

proc
 
RandomRange
 
{
 
range
 
}
 
{

   
expr
 
int
([
Random
]
*
$range
)

}

```

که حاصل اجرای آن به این صورت است :
```
RandomInit
 
[
pid
]

=
>
 
۵۰۴۹

Random

=
>
 
۰
٫
۵۱۷۶۸۶۸۹۹۸۶۳

Random

=
>
 
۰
٫
۲۱۷۱۷۶۷۸۳۲۶۵

RandomRange
 
۱۰۰

=
>
 
۱۷

```

به عنوان نمونهای از استفاده از دستور upvar می‌توان به پیادهسازی پشته با استفاده از لیست اشاره کرد[۲]:
```
proc
 
Push
 
{
 
stack
 
value
 
}
 
{

   
upvar
 
$stack
 
list

   
lappend
 
list
 
$value

}

proc
 
Pop
 
{
 
stack
 
}
 
{

   
upvar
 
$stack
 
list

   
set
 
value
 
[
lindex
 
$list
 
end
]

   
set
 
list
 
[
lrange
 
$list
 
0
 
[expr
 
[
llength
 
$list
]
-
2
]]

   
return
 
$value

}

```

که در آن stack$ حاوی نام متغیر لیست دارای اطلاعات stack است که در بیرون از محدوده زیربرنامه قرار دارد و به عنوان پارامتر به برنامه فرستاده و تبدیل به یک متغیر قابل استفاده در زیربرنامه شده‌است.

## سایر امکانات[۲]
از جمله سایر امکاناتی که زبان Tcl فراهم می‌کند می‌توان به موارد زیر اشاره کرد:
- عبارات منظم (Regular Expressions)
- کتابخانه‌ها و بسته‌های(Packages) اسکریپتی
- انعکاس (Reflection) و اشکالزدایی
- محدوده-نام‌ها (Namespaces)
- ترجمه (Internationalization)
- برنامه سازی رویداد-محور(Event-driven Programming)
- برنامهسازی با سوکت‌ها
- برای اطلاع بیشتر در این موارد می‌توان به [۲] مراجعه کرد.

## نمونه برنامه‌های کامل Tcl
در زیر نمونه‌هایی از برنامه‌های کامل Tcl آورده شده‌است. نمونه اول یک اسکریپت کنترلی برای برنامه شبیهسازی Modelsim است و دستورهای افزوده شده به Tcl توسط برنامه Modelsim در آن به خوبی مشهود است:
```
# Copy Test Bench Files to the appropriate place

# $testAddr is the address of the simulation files

# $benchAddr is the address of the test bench directory

set
 
benchRoot
 
$۱

set
 
testRoot
 
$۲

set
 
testsAddr
 
$۳

set
 
benchName
 
$۴

set
 
testName
 
$۵

# The address in which results should be put

set
 
destAddr
 
$benchRoot

#Copy test bench specified on command line

file
 
delete
 
-
force
 
$testRoot
/
tsource

file
 
copy
 
-
force
 
$benchRoot
/
$benchName
 
$testRoot
/
tsource

# Run the simulation

vsim
 
-
voptargs
=
+
acc
 
work.tbleon

# Add the processor's pinout signals

add
 
wave
 
sim:
/
tbleon
/
tb
/
p0
/
leon0
/
resetn

add
 
wave
 
sim:
/
tbleon
/
tb
/
p0
/
leon0
/
clk

add
 
wave
 
sim:
/
tbleon
/
tb
/
p0
/
leon0
/
pllref

add
 
wave
 
sim:
/
tbleon
/
tb
/
p0
/
leon0
/
plllock

add
 
wave
 
sim:
/
tbleon
/
tb
/
p0
/
leon0
/
errorn

add
 
wave
 
sim:
/
tbleon
/
tb
/
p0
/
leon0
/
address

add
 
wave
 
sim:
/
tbleon
/
tb
/
p0
/
leon0
/
data

add
 
wave
 
sim:
/
tbleon
/
tb
/
p0
/
leon0
/
ramsn

add
 
wave
 
sim:
/
tbleon
/
tb
/
p0
/
leon0
/
ramoen

add
 
wave
 
sim:
/
tbleon
/
tb
/
p0
/
leon0
/
rwen

add
 
wave
 
sim:
/
tbleon
/
tb
/
p0
/
leon0
/
romsn

add
 
wave
 
sim:
/
tbleon
/
tb
/
p0
/
leon0
/
iosn

add
 
wave
 
sim:
/
tbleon
/
tb
/
p0
/
leon0
/
oen

add
 
wave
 
sim:
/
tbleon
/
tb
/
p0
/
leon0
/
read

add
 
wave
 
sim:
/
tbleon
/
tb
/
p0
/
leon0
/
writen

add
 
wave
 
sim:
/
tbleon
/
tb
/
p0
/
leon0
/
brdyn

add
 
wave
 
sim:
/
tbleon
/
tb
/
p0
/
leon0
/
bexcn

add
 
wave
 
sim:
/
tbleon
/
tb
/
p0
/
leon0
/
sdcke

add
 
wave
 
sim:
/
tbleon
/
tb
/
p0
/
leon0
/
sdcsn

add
 
wave
 
sim:
/
tbleon
/
tb
/
p0
/
leon0
/
sdwen

add
 
wave
 
sim:
/
tbleon
/
tb
/
p0
/
leon0
/
sdrasn

add
 
wave
 
sim:
/
tbleon
/
tb
/
p0
/
leon0
/
sdcasn

add
 
wave
 
sim:
/
tbleon
/
tb
/
p0
/
leon0
/
sddqm

add
 
wave
 
sim:
/
tbleon
/
tb
/
p0
/
leon0
/
sdclk

add
 
wave
 
sim:
/
tbleon
/
tb
/
p0
/
leon0
/
sa

add
 
wave
 
sim:
/
tbleon
/
tb
/
p0
/
leon0
/
sd

add
 
wave
 
sim:
/
tbleon
/
tb
/
p0
/
leon0
/
pio

add
 
wave
 
sim:
/
tbleon
/
tb
/
p0
/
leon0
/
wdogn

add
 
wave
 
sim:
/
tbleon
/
tb
/
p0
/
leon0
/
dsuen

add
 
wave
 
sim:
/
tbleon
/
tb
/
p0
/
leon0
/
dsutx

add
 
wave
 
sim:
/
tbleon
/
tb
/
p0
/
leon0
/
dsurx

add
 
wave
 
sim:
/
tbleon
/
tb
/
p0
/
leon0
/
dsubre

add
 
wave
 
sim:
/
tbleon
/
tb
/
p0
/
leon0
/
dsuact

add
 
wave
 
sim:
/
tbleon
/
tb
/
p0
/
leon0
/
test

# To continue script execution

onbreak
 
{

resume

}

# First run

run
 
-
all

# Set onbreak to its default value

onbreak
 
""

# Open dataset as gold for comparison

dataset
 
open
 
$benchRoot
/
$benchName
/
gold.wlf

echo
 
Golden
 
Version
 
Opened
 
for
 
comparison
!

# Starting Compare

compare
 
start
 
gold
 
sim

# Add signals for comparison

compare
 
add
 
gold:
/
tbleon
/
tb
/
p0
/
leon0
/
resetn

compare
 
add
 
gold:
/
tbleon
/
tb
/
p0
/
leon0
/
clk

compare
 
add
 
gold:
/
tbleon
/
tb
/
p0
/
leon0
/
pllref

compare
 
add
 
gold:
/
tbleon
/
tb
/
p0
/
leon0
/
plllock

compare
 
add
 
gold:
/
tbleon
/
tb
/
p0
/
leon0
/
errorn

compare
 
add
 
gold:
/
tbleon
/
tb
/
p0
/
leon0
/
address

compare
 
add
 
gold:
/
tbleon
/
tb
/
p0
/
leon0
/
data

compare
 
add
 
gold:
/
tbleon
/
tb
/
p0
/
leon0
/
ramsn

compare
 
add
 
gold:
/
tbleon
/
tb
/
p0
/
leon0
/
ramoen

compare
 
add
 
gold:
/
tbleon
/
tb
/
p0
/
leon0
/
rwen

compare
 
add
 
gold:
/
tbleon
/
tb
/
p0
/
leon0
/
romsn

compare
 
add
 
gold:
/
tbleon
/
tb
/
p0
/
leon0
/
iosn

compare
 
add
 
gold:
/
tbleon
/
tb
/
p0
/
leon0
/
oen

compare
 
add
 
gold:
/
tbleon
/
tb
/
p0
/
leon0
/
read

compare
 
add
 
gold:
/
tbleon
/
tb
/
p0
/
leon0
/
writen

compare
 
add
 
gold:
/
tbleon
/
tb
/
p0
/
leon0
/
brdyn

compare
 
add
 
gold:
/
tbleon
/
tb
/
p0
/
leon0
/
bexcn

compare
 
add
 
gold:
/
tbleon
/
tb
/
p0
/
leon0
/
sdcke

compare
 
add
 
gold:
/
tbleon
/
tb
/
p0
/
leon0
/
sdcsn

compare
 
add
 
gold:
/
tbleon
/
tb
/
p0
/
leon0
/
sdwen

compare
 
add
 
gold:
/
tbleon
/
tb
/
p0
/
leon0
/
sdrasn

compare
 
add
 
gold:
/
tbleon
/
tb
/
p0
/
leon0
/
sdcasn

compare
 
add
 
gold:
/
tbleon
/
tb
/
p0
/
leon0
/
sddqm

compare
 
add
 
gold:
/
tbleon
/
tb
/
p0
/
leon0
/
sdclk

compare
 
add
 
gold:
/
tbleon
/
tb
/
p0
/
leon0
/
sa

compare
 
add
 
gold:
/
tbleon
/
tb
/
p0
/
leon0
/
sd

compare
 
add
 
gold:
/
tbleon
/
tb
/
p0
/
leon0
/
pio

compare
 
add
 
gold:
/
tbleon
/
tb
/
p0
/
leon0
/
wdogn

compare
 
add
 
gold:
/
tbleon
/
tb
/
p0
/
leon0
/
dsuen

compare
 
add
 
gold:
/
tbleon
/
tb
/
p0
/
leon0
/
dsutx

compare
 
add
 
gold:
/
tbleon
/
tb
/
p0
/
leon0
/
dsurx

compare
 
add
 
gold:
/
tbleon
/
tb
/
p0
/
leon0
/
dsubre

compare
 
add
 
gold:
/
tbleon
/
tb
/
p0
/
leon0
/
dsuact

compare
 
add
 
gold:
/
tbleon
/
tb
/
p0
/
leon0
/
test

#compare add -r gold:/*

# Running compare

compare
 
run

# Saving comparison and differences

compare
 
saverules
 
$destAddr
/
$testName-$benchName-comprules.sav

onerror
 
{

echo
 
Hurray
!
 
No
 
Differences
 
Found
!!
;

resume

}

compare
 
savediffs
 
$destAddr
/
$testName-$benchName-compdiffs.sav

echo
 
Comparison
 
complete
!

#Goodbye!

quit
 
-
sim
;

dataset
 
close
 
gold

```

نمونه دوم یک برنامه ping ساده است که در محیط لینوکس اجرا می‌شود[۶]:
```
#!/usr/local/bin/wish -f

# Ping example #۱

frame
 
.buttons
 
-
borderwidth
 
10

pack
 
.buttons
 
-
side
 
top
 
-
fill
 
x

button
 
.buttons.quit
 
-
text
 
Quit
 
-
command
 
exit

button
 
.buttons.ping
 
-
text
 
Ping
 
-
command
 
Ping

pack
 
.buttons.quit
 
.buttons.ping
 
-
side
 
right

frame
 
.f
 
;
 
pack
 
.f
 
-
side
 
top

label
 
.f.l
 
-
text
 
Host:

entry
 
.f.host
 
-
width
 
20
 
-
relief
 
sunken

pack
 
.f.l
 
.f.host
 
-
side
 
left

text
 
.log
 
-
width
 
60
 
-
height
 
10
 
-
bd
 
2
 
-
relief
 
raised

pack
 
.log
 
-
side
 
top

proc
 
Ping
 
{}
 
{

    
set
 
hostname
 
[
.f.host
 
get
]

    
catch
 
{
exec
 
/
usr
/
sbin
/
ping
 
$hostname
}
 
result

    
.log
 
insert
 
end
 
$result

    
.log
 
insert
 
end
 
\
n

}

```

به عنوان نمونهای دیگر می‌توان برنامه تبدیل فایل‌های Dos به Unix را مشاهده کرد[۱]:
```
#!/usr/local/bin/tclsh

# Dos2Unix

# Convert a file to Unix-style line endings

# If the file is a directory, then recursively

# convert all the files in the directory and below.

## Arguments

# f The name of a file or directory.

## Side Effects:

# Rewrites the file to have LF line-endings

proc
 
Dos2Unix
 
{
f
}
 
{

    
puts
 
$f

    
if
 
{[
file
 
isdirectory
 
$f
]}
 
{

        
foreach
 
g
 
[
glob
 
[
file
 
join
 
$f
 
*
]]
 
{

            
Dos2Unix
 
$g

        
}

    
}
 
else
 
{

        
set
 
in
 
[
open
 
$f
]

        
set
 
out
 
[
open
 
$f.new
 
w
]

        
fconfigure
 
$out
 
-
translation
 
lf

        
puts
 
-
nonewline
 
$out
 
[
read
 
$in
]

        
close
 
$out

        
close
 
$in

        
file
 
rename
 
-
force
 
$f.new
 
$f

    
}

}

# Process each command-line argument

foreach
 
f
 
$argv
 
{

    
Dos2Unix
 
$f

}

```